# Ana-ana girl's
『ana-ana girl's』（アナアナガールズ）は、2010年10月7日（10月6日深夜）から2011年3月31日（3月30日深夜）まで中京テレビで放送されていたトークバラエティ番組である。放送時間は毎週木曜 0:59 - 1:59 （水曜深夜：日本標準時）、中京テレビ本社Bスタジオからの生放送。全22回。

## 概要
2010年9月まで同時間帯で放送されていた『アナアナ商会』の後継番組である。アナアナ商会でメインMCを務めていた鉄平が癌の治療のために入院せざるを得なくなったことから、番組は一旦同タイトルでの放送を終了し、新MCに久保順子を、コーナーMCに西野カナを迎えて大幅にリニューアルした。
同タイトルへの改題以来、番組は女子高生や女子大生をターゲットにした企画を行うようになり、スタジオセットもピンク色を基調とする新しいセットに差し替えられた。また、レギュラー陣が着る衣装もアナアナ商会時代のような半袖Tシャツではなく、番組スポンサーの丸栄に出店中のギャル系セレクトショップが貸し出す衣料品になった。
レギュラー陣のうちの何人かはアナアナ商会から引き続き出演していたが、鉄平と尾原秀三が外れて久保順子と本多小百合がレギュラー入りしたことから女性メンバー中心の構成となった。結果、男性メンバーは継続出演者の水谷陽介ただ1人となった。また、同じく継続出演者の鹿内美沙と田岡咲香はこの番組では交互に出演するという形を取っていたが、田岡は2011年2月24日（2月23日深夜）放送分をもって番組を卒業した。SKE48も引き続き出演していたが、この番組では秦佐和子がレギュラーから外れ（平田璃香子と高田志織は引き続きレギュラー出演）、彼女がいたポジションに毎回SKEのメンバーの中から1人（秦本人も含む）がゲストで入るという形に改められた。番組公式サイトでは、彼女たちレギュラー陣が生放送の終了直後に収録した反省会動画が公開されていた。なお、2011年1月6日（1月5日深夜）放送分では前年12月に退院したばかりの鉄平がゲスト出演してテレビ復帰を果たしたが、その後も彼がレギュラーに復帰することはなかった。
スポンサーは前述の丸栄とSKEのホームであるサンシャイン栄が付いていたが、丸栄は2011年2月の決算期をもって突然スポンサーを降りた。以来、番組はサンシャイン栄の一社提供で放送されるようになり、レギュラー陣が着る衣装も丸栄出店ショップの衣料品ではなくなった。そして、番組は2011年春の改編を乗り越えられずに終了した。最終回では旧レギュラーメンバーの鉄平と尾原がゲスト出演し、継続出演者たちとの再度の共演を果たした。また、SKEのメンバーは通常は3人が出演していたが、この日は秦も含めて5人が出演した。ただし、中京テレビ退社を控えていた田岡はこの回においても出演しなかった。

## 出演者
括弧内の肩書き・所属はすべて出演当時のもの。
トークコーナーのメンバー構成は久保と本多が固定出演で、それに不定期出演者の鹿内もしくは田岡が加わるという形が多かったが、2010年10月28日（10月27日深夜）放送分のみ例外的に久保・鹿内・田岡というメンバー構成で行われた。

### メインMC
- 久保順子

### トークコーナーレギュラー
- 本多小百合（中京テレビアナウンサー）
- 鹿内美沙（中京テレビアナウンサー）
- 田岡咲香（中京テレビアナウンサー）

### その他のコーナーレギュラー
- 水谷陽介（中京テレビアナウンサー） - 「SKE48のファッションチェック」のコーナーMCを担当。
- 平田璃香子（SKE48）
- 高田志織（SKE48）
- 西野カナ - 「Kana's Selection」のコーナーMCを担当。彼女のみ毎回VTR出演という形を取っていた。
- BOYS AND MEN - メンバーの中から1人または数人が週替わりで出演。当時はSKE48と同じくサンシャイン栄をホームとしており、同施設のインフォマーシャルを担当していた。

## スタッフ
- 企画：武藤利宣
- 制作協力：中京テレビ映像企画
- ディレクター：村瀬敬士
- 演出：富田恭彦
- プロデューサー：黒宮英作
- 製作著作：中京テレビ

## コーナー
トークコーナー
番組前半で行われていたメインコーナーで、久保順子ほか女性レギュラー陣がその日のゲストとともに各回のテーマに沿ってトークをしていた。ゲストにはファッション関係者を招くことが多かったが、それ以外の分野で活動する人物が出演することもあった。
SKE48のファッションチェック
丸栄に出店しているギャル系セレクトショップからファッションアドバイザーを招き、SKEのメンバーをモデルに各店販売衣料品を使った一押しコーディネートを紹介してもらっていたコーナー。コーナーMCは久保順子と水谷陽介が担当。
Kana's Selection
西野カナが各回のテーマに合わせて選んだ曲3つを紹介していたVTRコーナーで、上記「SKE48のファッションチェック」でSKEのメンバーが衣装替えを済ませるまでの間に放送されていた。このコーナーの収録は、名古屋市千種区覚王山にあるカフェレストランで行われていた。
ゲストコーナー
毎回ゲストミュージシャンと音楽活動にまつわるトークをした後、彼らにスタジオで楽曲の生演奏をしてもらっていたコーナー。かつてアナアナ商会で行われていたゲストコーナーをそのまま引き継いだものであるが、アナアナ商会とは違って番組公式サイトにゲストの演奏曲目と出演記念サインは掲載されなかった。
ana-ana girl's more （アナアナガールズ モア）
毎月1回、番組本編の終了直後に続けて放送されていた30分延長版。月末週に放送されるのが通例だったが、2010年12月放送分のみ年末編成の都合から1週繰り上げて放送された。